# Amambay
Departement Amambay je jedním ze 17 departementů v Paraguayi. Rozkládá se ve východní části země. Na severu a východě hraničí s brazilským spolkovým státem Mato Grosso do Sul. Dále pak sousedí se třemi paraguayskými departementy - na západě s Concepción a San Pedro a na jihu s Canendiyú.

## Popis
Celková rozloha je 12 933 km² a na tomto území v roce 2007 žilo 123 861 obyvatel. Hlavním městem je Pedro Juan Caballero.
Departement je rozdělen do 5 okresů, jimiž jsou:
| P.č. | jméno                | obyvatel(2015) | km²   |
| ---- | -------------------- | -------------- | ----- |
| 1    | Bella Vista          | 15 537         | 3 926 |
| 2    | Capitán Bado         | 18 712         | 3 276 |
| 3    | Pedro Juan Caballero | 113 872        | 2 678 |
| 4    | Zanja Pytá           | 7 362          | 2 106 |
| 5    | Karapaí              | 3 780          | 1 274 |

## Fotogalerie

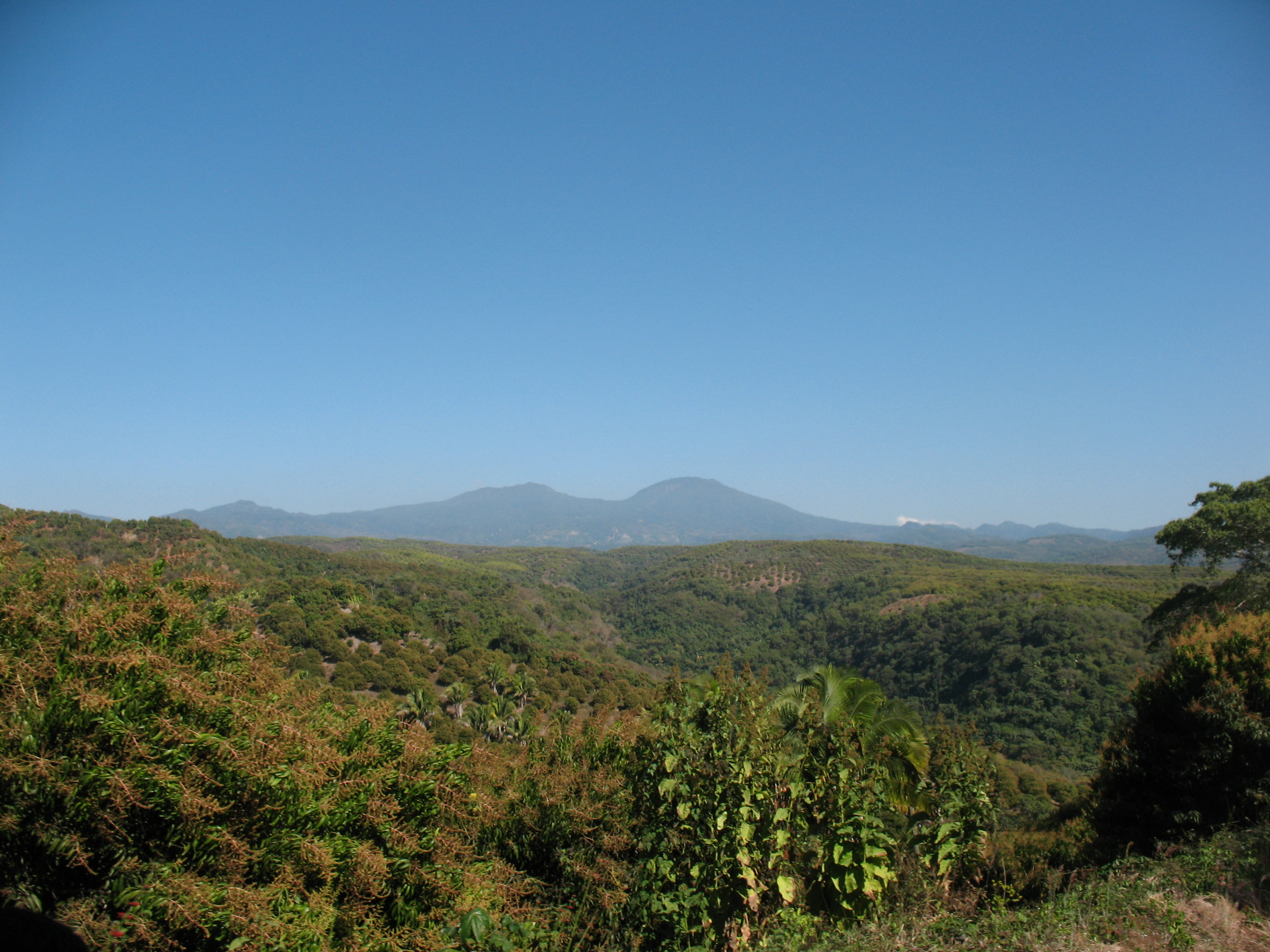
národní park Cerro Cora
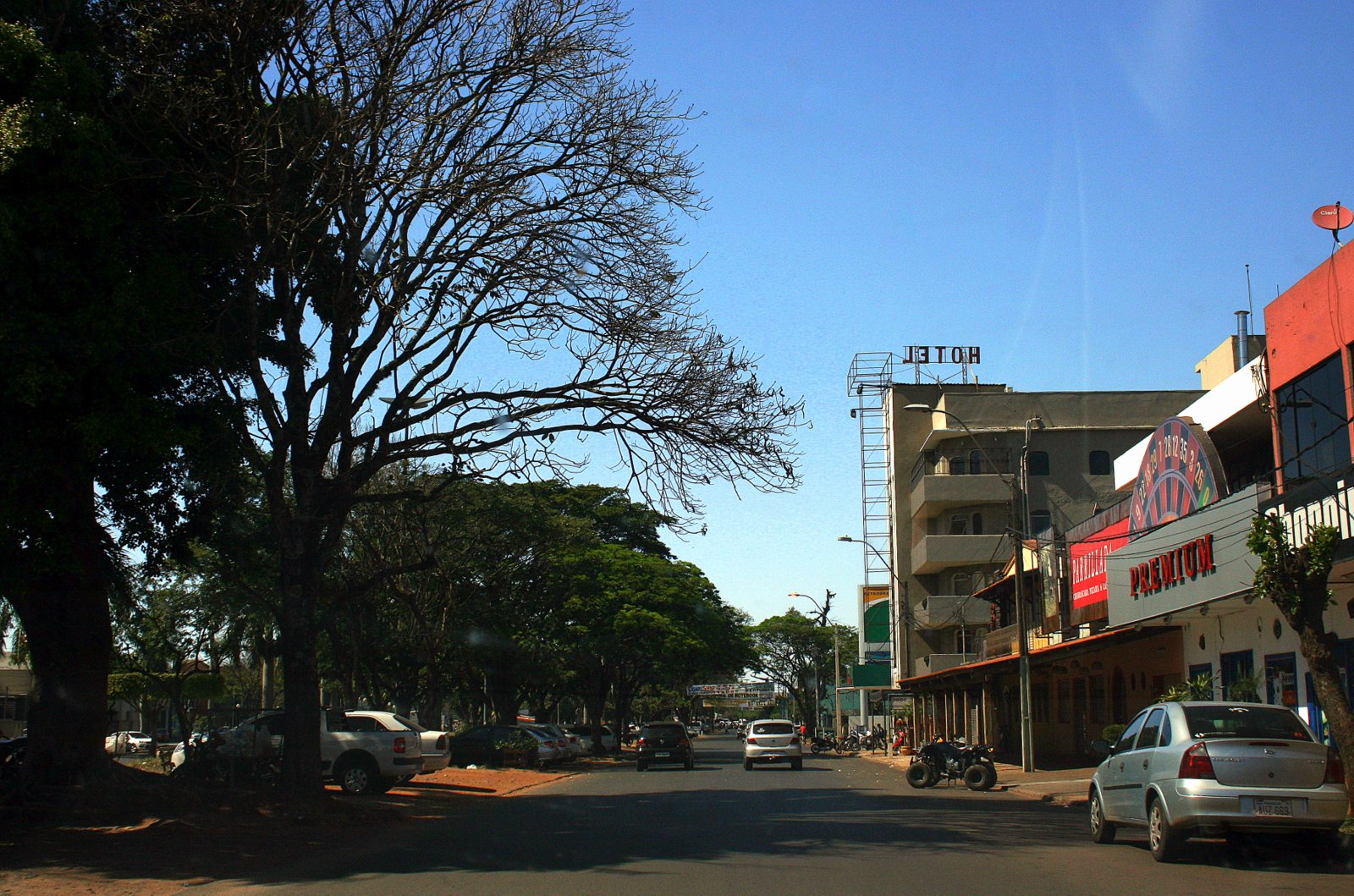
Pedro Juan Caballro